# Julián Retegi Barbería
Julián Retegi Barbería (Eratsun, Navarra 1954) era un jugador professional de pilota basca amb el malnom de Retegi II. Va ser un dels més importants i carismàtics en la modalitat d'"esku pilota" (pilota a mà), no debades va jugar 1.407 partides en total i en va guanyar 843. Son fill, Julen Retegi, juga com a Retegi Bi.
Essent nebot de Retegi I, Juan Ignacio Retegi, no és gens estrany que Julián s'hi aficionara de ben petit. Debutà el 1974 al frontó de Zarautz i a l'any següent ja va guanyar el campionat de segona categoria.
Es va retirar el 2001 baldat per les lesions, però continuà en el món de la pilota com a comentarista de les retransmissions setmanals de Tele 5 i com a responsable de fitxatges de l'empresa pilotari Asegarce.

## Palmarés
- Campió del Manomanista, 1980, 1981, 1982, 1983, 1984, 1985, 1986, 1987, 1988, 1990 i 1993.
- Subcampió del Manomanista, 1989, 1991 i 1992.
- Campió per parelles, 1988, 1990, 1991, 1995 i 1997.
- Subcampió per parelles, 1989 i 1994.
- Campió per parelles del País Basc, 1997.
- Campió del Quatre i mig, 1989, 1990, 1991 i 1997.